# Истер Роуд
«И́стер Ро́уд» (англ. Easter Road) — стадион в Эдинбурге, домашняя арена клуба «Хиберниан». Был построен в 1892 году в портовом городе Лит, ныне районе Эдинбурга, вместимость стадиона — 20 421. Пятый по вместимости стадион Шотландии.  Болельщики прозвали свой стадион «Лит Сан-Сиро», в честь стадиона в Милане. Другое прозвище стадиона «Святая земля». Кроме основной команды на нём иногда проводят свои матчи женская и молодёжная команды «Хиберниана». Также на нём периодически играют основная, молодёжная и женская сборные Шотландии.
Своё название стадион получил по названию ближайшей крупной улицы - Истер-роуд. Первое время стадион называли «Хиберниан Парк», по аналогии с предыдущим стадионом «Хибс», но в 1900-е годы за ним начало закрепляться название «Истер Роуд Парк», которое впоследствии сократилось до «Истер Роуд». Название «Хиберниан Парк» встречалось ещё до 1942 года.
Северная трибуна названа именем «Великолепной пятёрки» в честь легенд «Хиберниана».

## История
В конце 1880-х «Хиберниан» оказался в финансовом кризисе, не смог продлит аренду стадиона «Хиберниан Парк» и лишился домашнего поля. В 1892 году был построен новый стадион, недалеко от предыдущего, что способствовало клубной преемственности. Матчем открытия стал товарищеский поединок против «Клайда» 4 февраля 1893 года, «Хиберниан» проиграл 0-4.
Изначально клуб только арендовал землю у города и справедливо опасался, что рано или поздно ему придётся снова менять свою прописку, а эту территорию застроят так же как и предыдущий стадион, «Хиберниан Парк». Но в 1922 году был заключён новый арендный договор за которым последовала масштабная реконструкция арены — были добавлены три ряда трибун, а так же построена новая главная трибуна, общая вместимость увеличилась до 4 480 мест.
Рекорд посещаемости стадиона установлен 2 января 1950 года. 65 860 человек посетило «Эдинбургское дерби» против «Хартса». Это способствовало появлению планов по увеличению вместимости стадиона до 100 000 человек, от которых позже отказались.
Новая реконструкция случилась в 1954 году — в ходе работ на стадионе появились прожектора, а над северной трибуной была возведена крыша, но вместимость уменьшилась до 30 000. Впоследствии это поспособствовало тому, что «Хибернаин» в 1955 году стал первым британским клубом, сыгравшим в Кубке европейских чемпионов. Наличие прожекторов позволило проводить матчи в вечерние время, чего не могли позволить себе многие другие команды Великобритании.
Катастрофа в Хиллсборо в 1989 году вынудило руководство задуматься о переезде на более современный стадион, но в итоге в 1995 году началась масштабная реконструкция «Истер Роуд». Появились трибуны за воротами, а Восточная трибуна была оборудована сиденьями. В 2001 году вместо старой главной трибуны была построена Западная трибуна, что увеличило вместимость стадиона до 17 250 мест, а болельщики могли наблюдать за стройкой на сайте команды при помощи веб-камеры. В 2010 году появилась новая Восточная трибуна.
Некоторое время «Истер Роуд» так же был домой для регбийной команды «Эдинбург», которая провела тут ряд своих матчей в 1998-1999 годах. Это же могло случится и в 2015 году, но стороны не сумели договориться. В 2005 году стадион впервые использовался как концертная площадка — на нём выступил певец Элтон Джон. В 2014 году на «Истер Роуд» был разыгран финал Кубка Вызова между «Райт Роверс» и «Рейнджерс». Ранее стадион так же принимал матчи полуфиналов Кубка лиги 1996, 1998, 2004, 2005, 2006, 2013 и 2014 годов, хотя обычно такие матчи играются на национальном стадионе «Хэмпден».
Продолжая традиции инноваций в шотландском футболе стадион стал первым в Шотландии, оборудованным системой видео помощи арбитрам VAR. Впервые она была использована 21 октября 2022 года в матче Премьершипа против Сент-Джонстона.
По окончании сезона 2023/24 началась крупномасштабная реконструкция стадиона: было обновлено покрытие поля, нижний ярус Северной трибуны переоборудован под стоячие места, а на Восточной трибуне создан специальный сектор для болельщиков на инвалидных колясках. Так же реконструирована "Трибуна Великолепной Пятёрки": там появился новый бар, пространство для мероприятий, а так же общественный центр для «Hibernian Community Foundation».

## Архитектура
Самая новая трибуна «Истер Роуд» - Восточная, открытая в 2010-м году. Она рассчитана на 6500 человек, одноярусная и довольно крутая относительно поля благодаря чему зрители с верхних мест могут лучше наблюдать за игрой. Сзади, между крышей и посадочными местами, вдоль всей трибуны тянется панель из плексигласа, позволяющая обеспечить лучшую освещённость поля. Западная трибуна такой же высоты, но поделена на два яруса между которыми расположены ложи. Верхний ярус трибуны круче нижнего для обеспечения лучшего обзоры. Северная и Южная трибуны двухъярусные и необычны своими скошенными углами крыши, что отличает внешний вид стадиона.

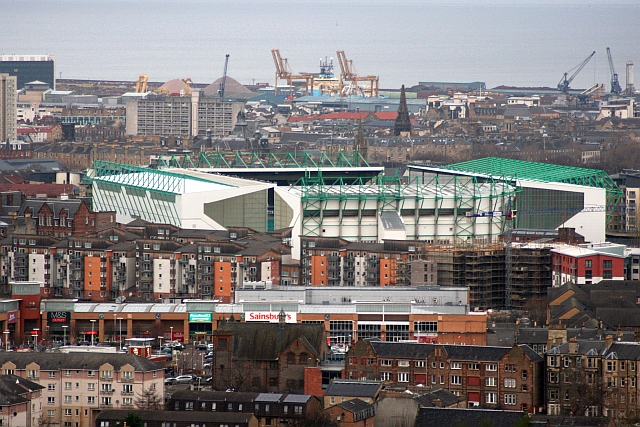
Вид на стадион в 2013 году.

## Игры сборной
Стадион иногда используется для проведения матчей сборной Шотландии. Обычно это малозначимые товарищеские игры, которые не вызывают ажиотажа среди болельщиков и не требуют использования большой арены. 
| Дата                 | Соперник          | Счёт | Статус матча | Зрители |
| -------------------- | ----------------- | ---- | ------------ | ------- |
| 22 апреля 1998г.     | Финляндия         | 1-1  | Товарищеский | 14315   |
| 15 октября 2002 года | Канада            | 3-1  | Товарищеский | 16207   |
| 30 мая 2004 года     | Тринидад и Тобаго | 4-1  | Товарищеский | 16187   |
| 17 Ноября 2004 года  | Швеция            | 1-4  | Товарищеский | 15071   |
| 15 августа 2012 года | Австралия         | 3-1  | Товарищеский | 11110   |
| 5 июня 2015 года     | Катар             | 1-0  | Товарищеский |         |
| 22 марта 2017 года   | Канада            | 1-1  | Товарищеский |         |

В 2019 году на стадионе сыграла женская сборная Шотландии в рамках квалификации на Евро-2021 против сборной Кипра и одержала разгромную победу 8-0. Молодёжная сборная Шотландии проводила на стадионе свои домашние матчи в рамках плей-офф квалификации чемпионата Европы до 21 года 2011. Кроме того, в 2006 году сборная Южной Кореи провела на «Истер Роуд» товарищеский матч против сборной Ганы.